# Roger du Pasquier
Roger E. du Pasquier (* 23. Juni 1917 in Neuchâtel; † 9. Juni 1999 ebenda) war ein Schweizer Journalist, Übersetzer und Autor.

## Leben
Du Pasquier studierte Geschichte und Geografie und arbeitete als Journalist und Übersetzer. In den 1940er Jahren führte er Reportagen im Orient durch. Beeinflusst von Jean Herbert und René Guénon konvertierte Du Pasquier zum Islam. Er übersetzte Martin Lings’ Qu'est-ce que le soufisme, Marco Pallis’ Lumières bouddhiques und Muhammad Asads Le Chemin de la Mecque. Zu Du Pasquiers Monografien zählen Découverte de l'Islam (1984) und L'islam entre tradition et révolution (1987). Mit William Austin und Vincent Monteil veröffentlichte er Le Monde arabe: Tradition et renouveau.
Du Pasquier war ein Abteilungschef im Internationalen Komitee vom Roten Kreuz und Generalsekretär der Schweizerisch-Arabischen Gesellschaft.

## Schriften (Auswahl)
- Mit Muhammad Asad: Le chemin de la Mecque. Fayard, Paris 1976, ISBN 978-2-213-00356-6.
- Mit R. W. J. Austin und Vincent Monteil: The Arab world: yesterday, today, and tomorrow. Two Continents Pub. Group, New York, N.Y. 1979, ISBN 978-0-8467-0541-3.
- Mit Abdul Wahid Radhu: Caravane tibétaine. Fayard, Paris 1981, ISBN 978-2-213-01018-2.
- Decouverte de l'Islam. Editions des Trois Continents, Paris 1984, ISBN 978-2-02-006943-4.
- L'islam entre tradition et révolution. Tougui, Paris 1987, ISBN 978-2-7363-0009-8.
- Le réveil de l'Islam. Cerf/Fides, Montréal 1988, ISBN 978-2-204-02861-5.
- Unveiling Islam. Islamic Texts Society, Cambridge 2002, ISBN 978-0-946621-32-3.